# Lycosa liliputana
Lycosa liliputana là một loài nhện trong họ Lycosidae.
Loài này thuộc chi Lycosa. Lycosa liliputana được Hercule Nicolet miêu tả năm 1849.